# Taltushtuntede
De Taltushtuntede of Galice waren een indiaans volk dat oorspronkelijk aan de Galice Creek in de staat Oregon in de Verenigde Staten woonde. Ze waren nauw verwant aan de Dakubetede en spraken evenals hen een dialect van het Galice-Applegate, een Athabaskische taal.
In de jaren 1850 werden ze verdreven door blanke goudzoekers, milities, vigilantes en het Amerikaanse leger, en in 1856 werden ze in het Siletzreservaat gevestigd. Daar gingen ze al snel op in andere stammen.
Wat cultuur betreft worden de Taltushtuntede tot de Noordwestkust gerekend, een indiaans cultuurgebied dat zich langs de Pacifische kust uitstrekte van Alaska tot Californië.